# Natalogryllus
Natalogryllus is een geslacht van rechtvleugeligen uit de familie krekels (Gryllidae). De wetenschappelijke naam van dit geslacht is voor het eerst geldig gepubliceerd in 2008 door Gorochov & Mostovski.

## Soorten
Het geslacht Natalogryllus omvat de volgende soorten:
- Natalogryllus escourtensis Otte, 1987
- Natalogryllus eshowensis Otte, 1987
- Natalogryllus trichardti Otte, 1987